# 21609 Williamcaleb
21609 Williamcaleb è un asteroide della fascia principale. Scoperto nel 1999, presenta un'orbita caratterizzata da un semiasse maggiore pari a 2,3493480 UA e da un'eccentricità di 0,2346991, inclinata di 6,45177° rispetto all'eclittica.